# Agata Binkowska
Agata Binkowska z domu Barańska (ur. 22 października 1966 w Końskich) – polska urzędniczka i samorządowiec, od 2014 do 2018 członek zarządu województwa świętokrzyskiego.

## Życiorys
Ukończyła studia z zakresu inżynierii środowiska w Wyższej Szkole Inżynierskiej w Radomiu. Podjęła pracę w starostwie powiatowym w Końskich, pełniąc przez 13 lat funkcję naczelnika wydziału rolnictwa, ochrony środowiska i leśnictwa.
Zaangażowała się w działalność samorządową w ramach Polskiego Stronnictwa Ludowego. W wyborach w 2010 z listy tej partii uzyskała mandat radnej rady gminy w Radoszycach; objęła następnie funkcję jej przewodniczącej, którą pełniła do końca kadencji. W 2014 bez powodzenia ubiegała się o urząd wójta gminy Radoszyce, nie uzyskała również reelekcji na radną. W tym samym roku została wybrana na członka zarządu województwa świętokrzyskiego. W 2018 została wybrana na radną sejmiku tego województwa i zakończyła pełnienie funkcji członka zarządu województwa. Z listy Trzeciej Drogi bezskutecznie kandydowała w 2023 do Sejmu i w 2024 ponownie do sejmiku.